# The Cell
The Cell is een Amerikaans-Duitse thriller uit 2000 onder regie van Tarsem Singh. De film werd genomineerd voor onder meer een Academy Award, een Saturn Award voor beste grimage en voor een Bram Stoker Award voor beste filmscenario.

## Verhaal
Miljardair Lucien Baines doneert een aanzienlijk deel van zijn vermogen aan het Campbell Center voor onderzoek naar het verkennen van de menselijke geest om voor zijn zoon Edward wellicht een kans op genezing te creëren. Na achttien maanden heeft kinderpsychologe Catherine Deane geen aanwijsbare progressie geboekt met haar experimentele behandelingsmethode voor de aan schizofrenie lijdende, in coma liggende jongen. Lucien vertelt directeur Barry Cooperman dat hij de financiële stekker uit het experimentele project wil trekken, maar de artsen – Henry West en Miriam Kent – zien hun geesteskind niet graag zonder enig resultaat instorten. Ella Baines, Luciens vrouw en Edwards moeder, overtuigt de vertwijfelde vader om het project nog zes maanden te ondersteunen.
Na de vondst van het zwaar verminkte lijk van Anne-Marie Vicksey beseffen FBI-agenten Peter Novak, Gordon Ramsey en Teddy Lee dat seriemoordenaar Carl Rudolph Stargher zijn vrouwelijke slachtoffers met steeds kortere tussenpozen laat verdrinken om vervolgens zijn zieke fantasieën op hun bewerkte lichamen te botvieren. Stargher richt zijn volgende psychopathische pijlen op Julia Hickson, die zich in een verlaten parkeergarage het gejammer van een witte hond zodanig aantrekt dat de killer haar onopgemerkt kan verdoven en meenemen naar zijn geheime plaats delict, moeder en verloofde radeloos achterlatend. Slordigheid brengt de FBI op het spoor van Stargher wanneer ze via haren van de zeldzame albinohond Valentine achter zijn verblijfplaats komen. Agenten Cole, Stockwell en Brock leiden een inval in het huis van de seriemoordenaar, waar het Hostage Rescue Team de in coma gevallen griezel eenvoudig kan inrekenen. Dr. Reid, speciaal aangesteld voor het analyseren van de patiënt, stelt vast dat Stargher lijdt aan de ziekte van Whalen, een zeldzame vorm van schizofrenie waarbij de patiënt steeds plotseling hard wordt getroffen.
Onder initiatief van agent Novak draagt de FBI Stargher over aan het Campbell Center om met de mentale mirakelen van dokter Deane de locatie te achterhalen van zijn laatste slachtoffer. Catherine laat zich in een nauwsluitend, rood pak pluggen om middels virtual reality toe te treden tot de psyche van de vervaarlijke vrouwenverdelger en via zijn bewustzijn te ontdekken waar hij Julia heeft verborgen. Catherine stapt in een verwrongen geest om geconfronteerd te worden met de gewelddadige en de vredelievende delen van het mentale wrak. Starghers onschuldige helft toont het misbruik dat hij als kind – onder toeziend oog van moeder – van zijn vader heeft moeten verduren, maar zijn schuldige helft neemt constant de overhand met afgrijselijke beelden van zijn opgebouwde slachtofferimperium.
Ondanks haar gave raakt Catherine verstrikt in het duistere droomlandschap van Starghers psyche. Novak dringt zichzelf op als vrijwilliger om de psychologe in het bewustzijn van de moordende maniak te volgen, Catherine  uit zijn geestelijke greep te bevrijden en aanwijzingen te vinden over de verblijfplaats van Julia Hickson. Als de FBI-agent naar een geavanceerde waterpomp snelt om Starghers laatste slachtoffer uit haar glazen cel te verlossen, keert Catherine zich tegen het protocol van haar werkgever om de psychische transfer te keren en de psyche van de patiënt met haar eigen bewustzijn te verbinden.

## Rolverdeling
| Acteur                 | Personage                    |
| ---------------------- | ---------------------------- |
| Jennifer Lopez         | Catherine Deane              |
| Vincent D'Onofrio      | Carl Rudolph Stargher        |
| Jake Thomas            | Carl Rudolph Stargher (jong) |
| Vince Vaughn           | Peter Novak                  |
| Jake Weber             | Gordon Ramsey                |
| James Gammon           | Teddy Lee                    |
| Dylan Baker            | Henry West                   |
| Marianne Jean-Baptiste | Miriam Kent                  |
| Gerry Becker           | Barry Cooperman              |
| Pruitt Taylor Vince    | Dr. Reid                     |
| Colton James           | Edward Baines                |
| Patrick Bauchau        | Lucien Baines                |
| Musetta Vander         | Ella Baines                  |
| Tara Subkoff           | Julia Hickson                |
| Catherine Sutherland   | Anne-Marie Vicksey           |
| Jennifer Day           | slachtoffer Stargher         |
| Alanna Vicente         | slachtoffer Stargher         |
| Aja Echols             | slachtoffer Stargher         |
| Vanessa Branch         | slachtoffer Stargher         |
| Elena Maddalo          | slachtoffer Stargher         |
| Kim Chizevsky-Nicholls | slachtoffer Stargher         |
| Dean Norris            | agent Cole                   |
| John Cothran Jr.       | agent Stockwell              |
| Jack Conley            | agent Brock                  |
| Gareth Williams        | vader Stargher               |
| Monica Creel           | moeder Stargher              |
| Joy Creel              | moeder Stargher              |
| Leanna Creel           | moeder Stargher              |
| Lauri Johnson          | Mrs. Hickson                 |
| Peter Sarsgaard        | verloofde                    |
| [Tim                   | Valentine (hond)             |

## Filmmuziek
- 1. The Cell
- 2. Carl Rudolph Stargher
- 3. Trauma
- 4. 92 Aqua Green Ford
- 5. FBI Pathologist
- 6. Whalen's Infraction
- 7. Tide Pool
- 8. Sing A Song Of Sixpence
- 9. Valentine
- 10. Chlorine And Rust
- 11. Only Girls Play With Dolls
- 12. Normal Psychotropics
- 13. The Seduction
- 14. Four And Twenty Blackbirds
- 15. Stargher King
- 16. Catherine's World
- 17. The Drowning
- 18. Scavenged Dolls
- 19. Vital Signs
- 20. You Can Find The Feeling